# Giovacchino Carradori
 (janvier 2025).
Giovacchino Carradori est un médecin et physicien italien, né le 7 juin 1758 à Prato et mort le 10 avril 1818 à Florence.